# Il duello (Star Trek)
Il duello (Amok Time) è il primo episodio della seconda stagione della serie televisiva di fantascienza Star Trek. Diretto da Joseph Pevney, l'episodio è stato scritto dall'autore di fantascienza Theodore Sturgeon, mentre la musica è stata composta da Gerald Fried. È stato trasmesso per la prima volta il 15 settembre 1967 dall'emittente televisiva statunitense NBC. In italiano è stato trasmesso per la prima volta il 20 dicembre 1979 dall'emittente Telemontecarlo.
Il duello è l'unico episodio della serie classica ambientato sul pianeta natale di Spock, Vulcano, e il primo a descriverne caratteristiche, atmosfera, rituali e usanze, quali il brutale rituale di accoppiamento pon-farr, oltre a rappresentare la prima apparizione di due personaggi vulcaniani destinati a ritornare in futuro in film e serie televisive: T'Pau (Celia Lovsky), leader del pianeta Vulcano tra il XXII e XXIII secolo, e T'Pring (Arlene Martel), fidanzata di Spock.
È il primo episodio trasmesso (seppure quinto della seconda stagione, in ordine di produzione), in cui compare Pavel Chekov (Walter Koenig), quale navigatore sul ponte di comando. È inoltre il primo episodio in cui DeForest Kelley viene accreditato nella parte del Dr. McCoy nei titoli di testa. L'episodio è infine il primo trasmesso al nuovo orario delle 20:30 del venerdì sera.

## Trama
Spock, il primo ufficiale dell'astronave della Federazione USS Enterprise NCC-1701, inizia a mostrare comportamenti strani e inusuali, chiedendo gli sia permesso di fare ritorno al suo pianeta natale Vulcano. Il capitano James T. Kirk e l'ufficiale medico Leonard McCoy, dopo aver assistito a uno scoppio d'ira del suo amico, acconsente e Kirk dirige l'astronave su Vulcano. Durante il viaggio, Kirk riceve l'ordine dalla Flotta Stellare di recarsi su Altair VI, per rappresentare la Federazione alla cerimonia di inaugurazione del nuovo presidente del pianeta. Sebbene Kirk dica all'equipaggio di prendere la rotta per Altair VI, Spock cambia dirotta segretamente la nave su Vulcano. Una volta scopertolo, Kirk lo affronta, ma Spock afferma di non ricordare affatto di aver ordinato il cambio di rotta.
Kirk ordina a Spock di recarsi in infermeria, dove McCoy trova le prove di un estremo stress fisico ed emotivo nel vulcaniano, una condizione che lo ucciderà entro otto giorni se non trattata. Spock è costretto a spiegare che sta attraversano il pon farr, una condizione che i Vulcaniani maschi sperimentano periodicamente durante la loro vita adulta, e che deve accoppiarsi per non morire. Kirk contatta la Flotta Stellare per richiedere il permesso di dirottare l'Enterprise su Vulcano, ma gli viene negato. Kirk, disobbedendo agli ordini superiori, decide comunque di dirigersi su Vulcano, convinto che salvare la vita del suo amico sia più importante della sua carriera.
Una volta giunti su Vulcano, Spock invita Kirk e McCoy ad accompagnarlo alla cerimonia del suo matrimonio. Spiega che i vulcaniani sono legati sentimentalmente fin da bambini, in modo da poter dare sfogo al pon farr, quando questo sopraggiunge, e che T'Pring è la sua compagna. T'Pring arriva con Stonn, un vulcaniano purosangue, che preferisce a Spock (che invece è per metà umano). T'Pau, una matriarca rispettata dai vulcaniani perché è l'unica persona che abbia mai rifiutato un posto nel Consiglio della Federazione, si prepara a condurre la cerimonia. Tuttavia, T'Pring richiede che venga effettuato il kal-if-fee, una sfida che comporta lo scontro tra Spock e un campione da lei selezionato e, con sorpresa di tutti, T'Pring sceglie Kirk anziché Stonn. Spock implora T'Pau di proibire lo scontro, poiché Kirk non è a conoscenza delle implicazioni che questo comporta, ma T'Pau lascia che a decidere sia Kirk: se rifiuta, verrà selezionato un altro campione. Kirk accetta la sfida, scoprendo solo in seguito che è "fino alla morte".
Kirk e Spock danno inizio al combattimento con la lirpa, un'arma tradizionale vulcaniana. Kirk si trova in difficoltà, dovendo affrontare le superiori forza e agilità vulcaniane di Spock, accentuate dal suo stato attuale, oltre che a causa dell'atmosfera più rarefatta del pianeta Vulcano rispetto alla Terra. McCoy convince T'Pau a permettergli allora di iniettare a Kirk una sostanza, lo tri-ox, per compensare gli effetti dell'atmosfera vulcaniana. La battaglia continua, finché Spock non strangola Kirk con un ahn'woon. McCoy si precipita al corpo di Kirk, dichiarandolo morto e chiedendo che venga immediatamente teletrasportato sull'Enterprise.
Spock allora annuncia di rinunciare alle sue pretese su T'Pring, ma non prima di averle chiesto una spiegazione. T'Pring rivela che ha scelto Kirk perché temeva di perdere Stonn nel kal-if-fee. Così facendo si sarebbe assicurata di avere comunque Stonn in vita, indipendentemente dall'esito dello scontro: se Spock fosse stato vincitore l'avrebbe liberata dal matrimonio, soprattutto per aver lanciato la sfida, se avesse vinto Kirk, non l'avrebbe voluta nemmeno lui. Spock, ora libero dagli effetti del pon farr, si complimenta con T'Pring per la sua logica impeccabile e ritorna sull'Enterprise, avvertendo Stonn che "avere non è, dopo tutto, una cosa così piacevole quanto desiderare".
Una volta giunto a bordo dell'astronave, Spock annuncia la sua intenzione di dimettersi dal suo incarico e sottoporsi al processo per aver ucciso Kirk, quando scopre che in realtà Kirk è vivo e vegeto e si trova in infermeria. McCoy spiega che l'iniezione somministrata a Kirk era in realtà un farmaco neuroparalizzante che simulava semplicemente la morte. Alla domanda su come sia andata dopo la morte simulata di Kirk, Spock risponde di aver perso ogni desiderio nei confronti di T'Pring dopo aver creduto di aver ucciso Kirk. Il capitano apprende poi che la Flotta Stellare, su richiesta di T'Pau, aveva concesso all'Enterprise di recarsi su Vulcano.

## Personaggi e interpreti

### Personaggi principali
- James T. Kirk, interpretato da William Shatner.
- Spock, interpretato da Leonard Nimoy.
- Leonard McCoy, interpretato da DeForest Kelley.
- T'Pau, interpreatata da Celia Lovsky, doppiata in italiano da Teresita Fabris.[1]
Importante leader politico e religioso di Vulcano tra il XXII e XXIII secolo. Il personaggio appare qui per la prima volta, ma sarà destinata a ritornare nel franchise di Star Trek nell'episodio della terza stagione della serie Star Trek: Voyager, Il lato oscuro (Darkling, 1997), dove viene interpretata da Betty Matsushita e dove compare quale ologramma; quale personaggio centrale dei tre episodi della quarta stagione della serie Star Trek: Enterprise, La fornace (The Forge), Risvegli (Awakening) e Il kir'shara (Kir'Shara), trasmessi nel 2004, dove viene interpretata da Kara Zediker.
- T'Pring, interpretata da Arlene Martel (da adulta) e da Mary Rice (da bambina).
Fidanzata vulcaniana di Spock fin dall'infanzia. Il personaggio, qui alla sua prima apparizione, verrà maggiormente approfondito nella serie televisiva Star Trek: Strange New Worlds, dove compare quale personaggio ricorrente ed è interpretata da Gia Sandhu. Compare inoltre nella serie animata Star Trek: very Short Treks, Holyday Party, doppiata sempre da Gia Sandhu.
- Stonn, interpretato da Lawrence Montaigne.
- Christine Chapel, interpretata da Majel Barrett.
- Hikaru Sulu, interpretato da George Takei.
- Uhura, interpretata da Nichelle Nichols.
- Pavel Chekov, interpretato da Walter Koenig.
- Ammiraglio Komack, interpretato da Byron Morrow.

### Personaggi secondari
- Aiutante Cerimoniere Vulcaniano, interpretato da Frank da Vinci.
- Aiutante Cerimoniere Vulcaniano, interpretato da Joseph Paz.
- Boia Vulcaniano, interpretato da Russ Peek.
- Portantino Vulcaniano, interpretato da Charles Palmer.
- Portantino Vulcaniano, interpretato da Gary Wright.
- Portantino Vulcaniano, interpretato da Mauri Russell.
- Spazio Centrale, doppiato originalmente da Walker Edmiston.
- Tenente Hadley, interpretato da Bill Blackburn.
- Tenente Leslie, interpretato da Eddie Paskey.

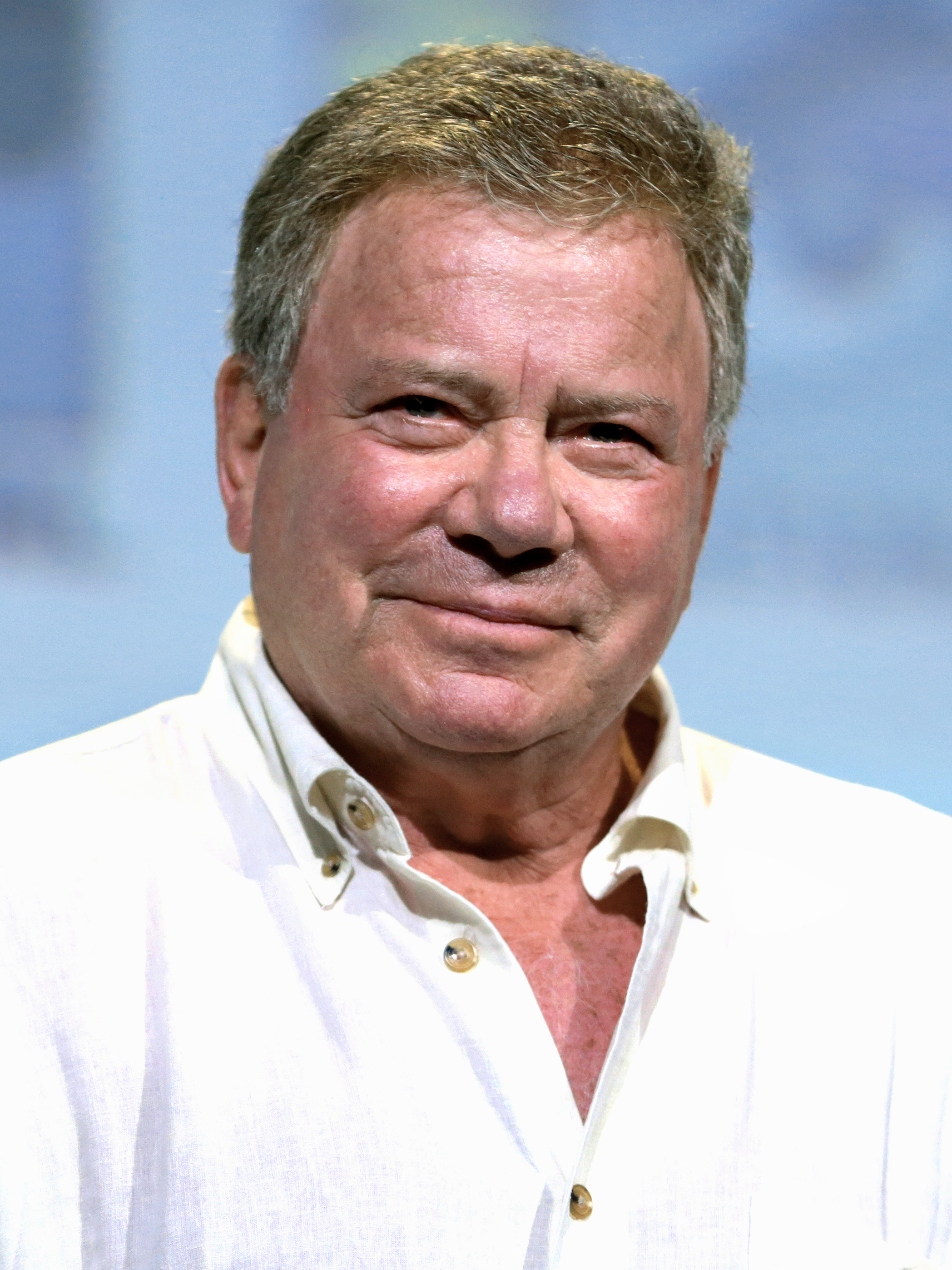
William Shatner, interprete di James T. Kirk
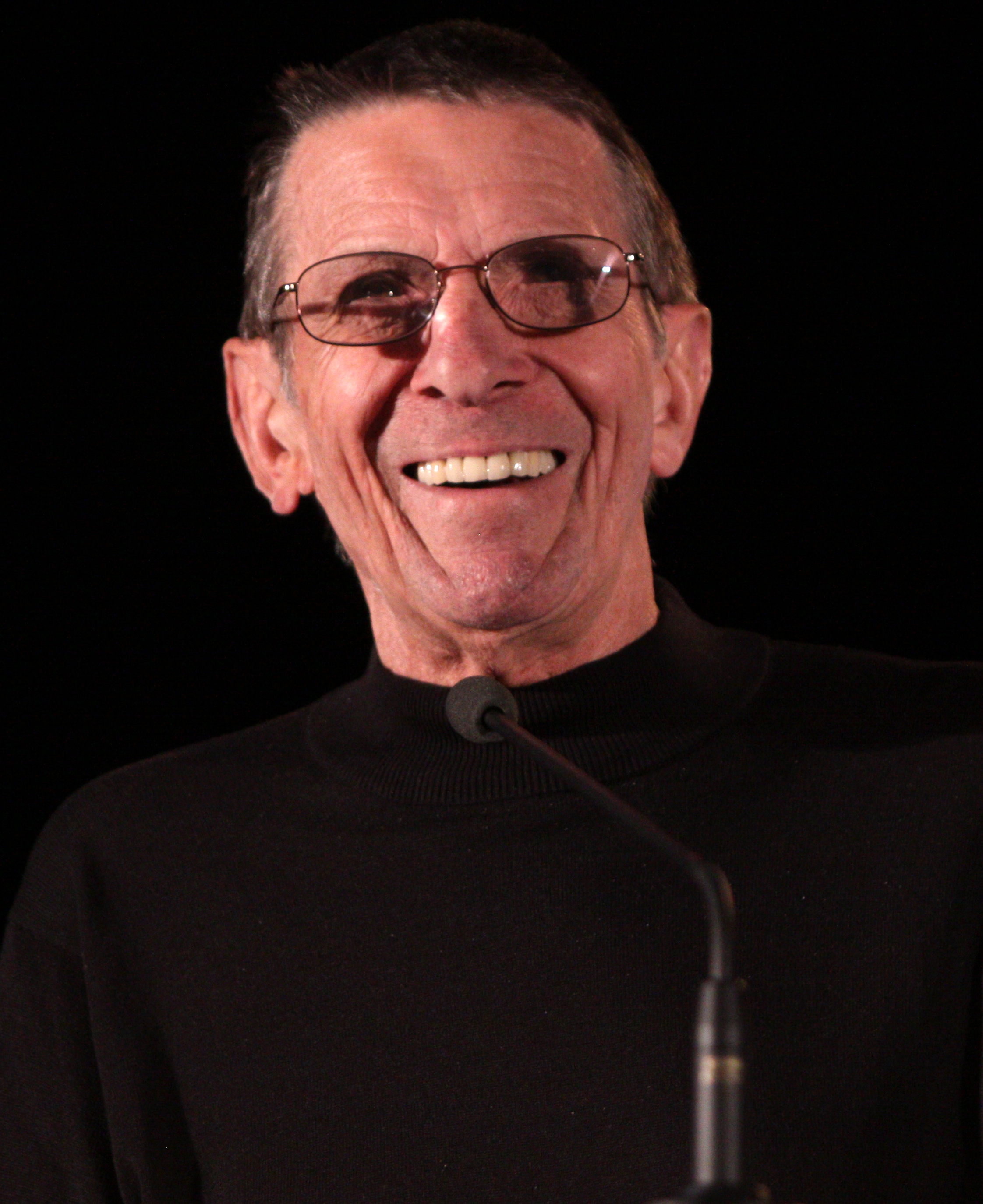
Leonard Nimoy, interprete di Spock
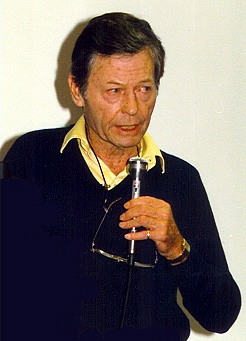
DeForest Kelley, interprete di Leonard McCoy
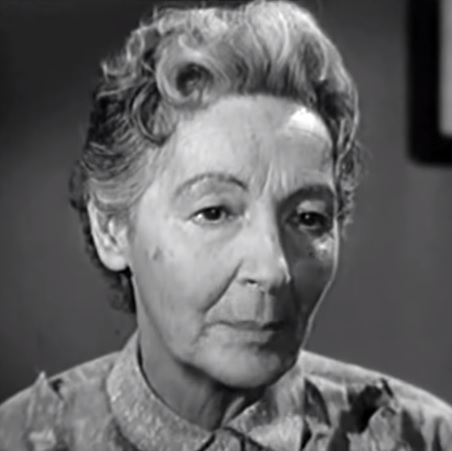
Celia Lovsky, interprete di T'Pau
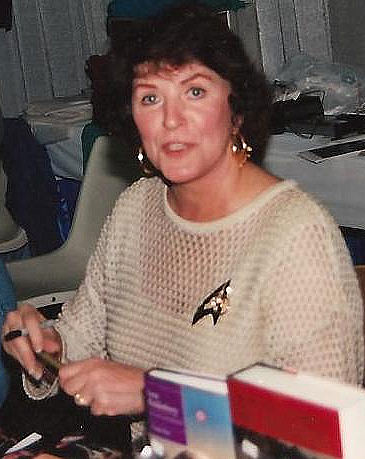
Majel Barrett, interprete di Christine Chapel
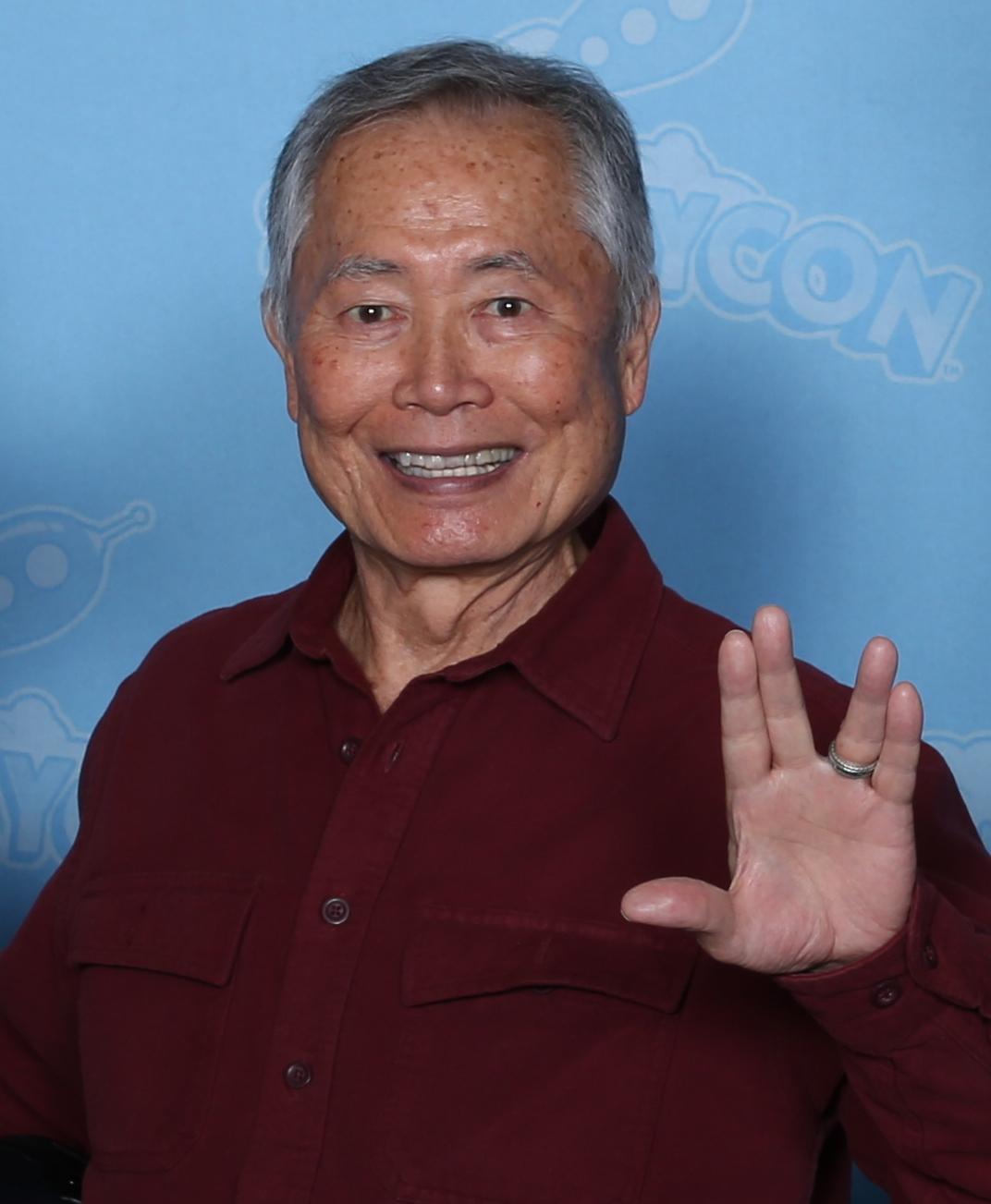
George Takei, interprete di Hikaru Sulu
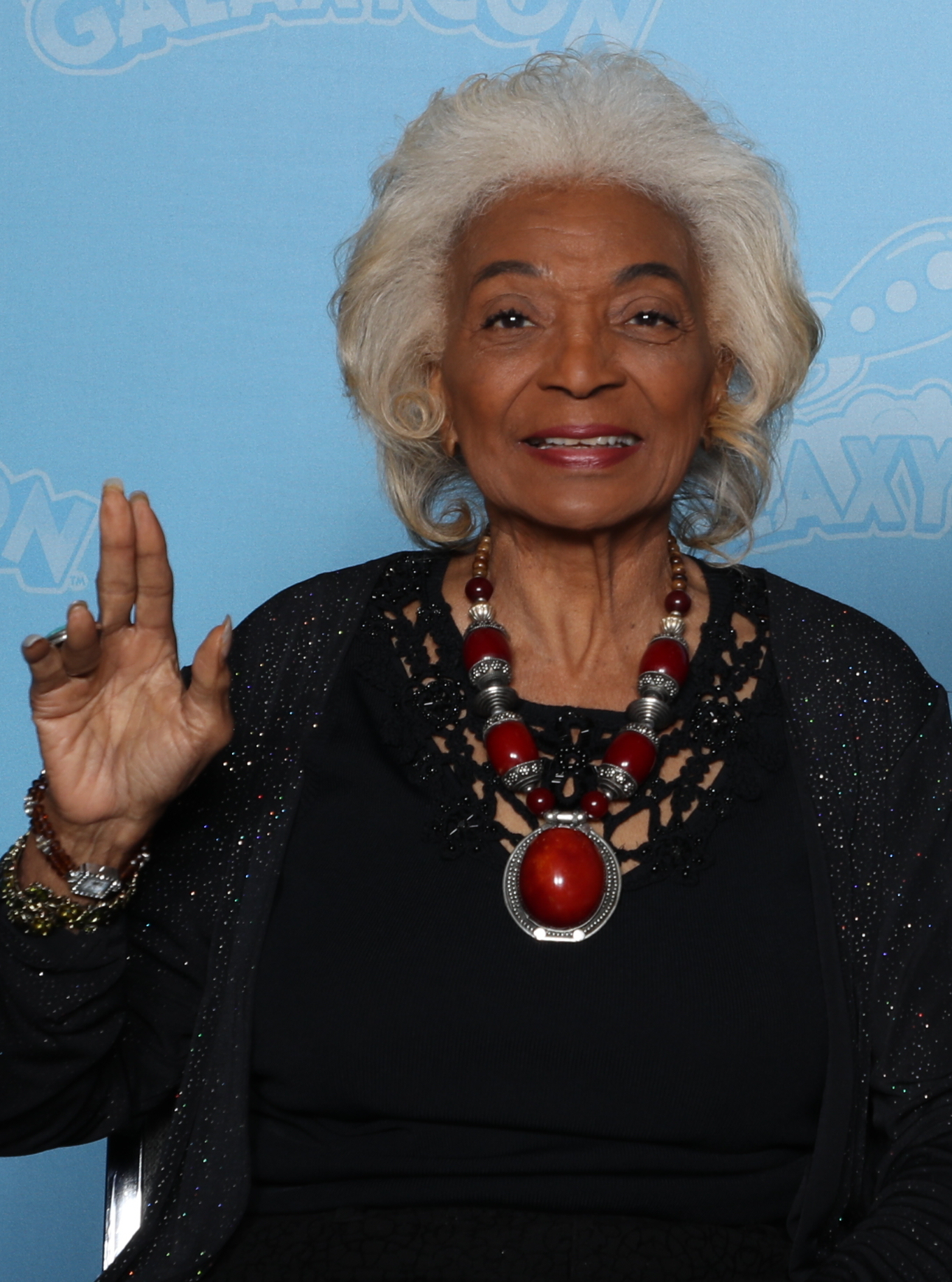
Nichelle Nichols, interprete di Uhura
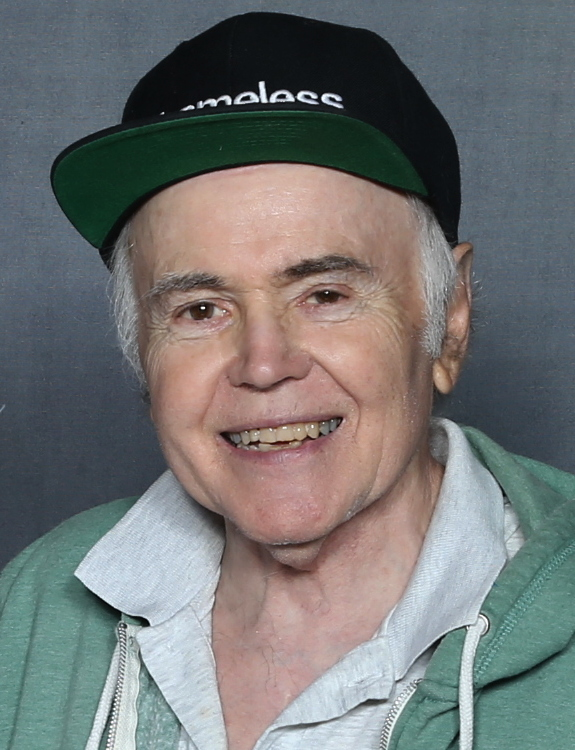
Walter Koenig, interprete di Pavel Chekov
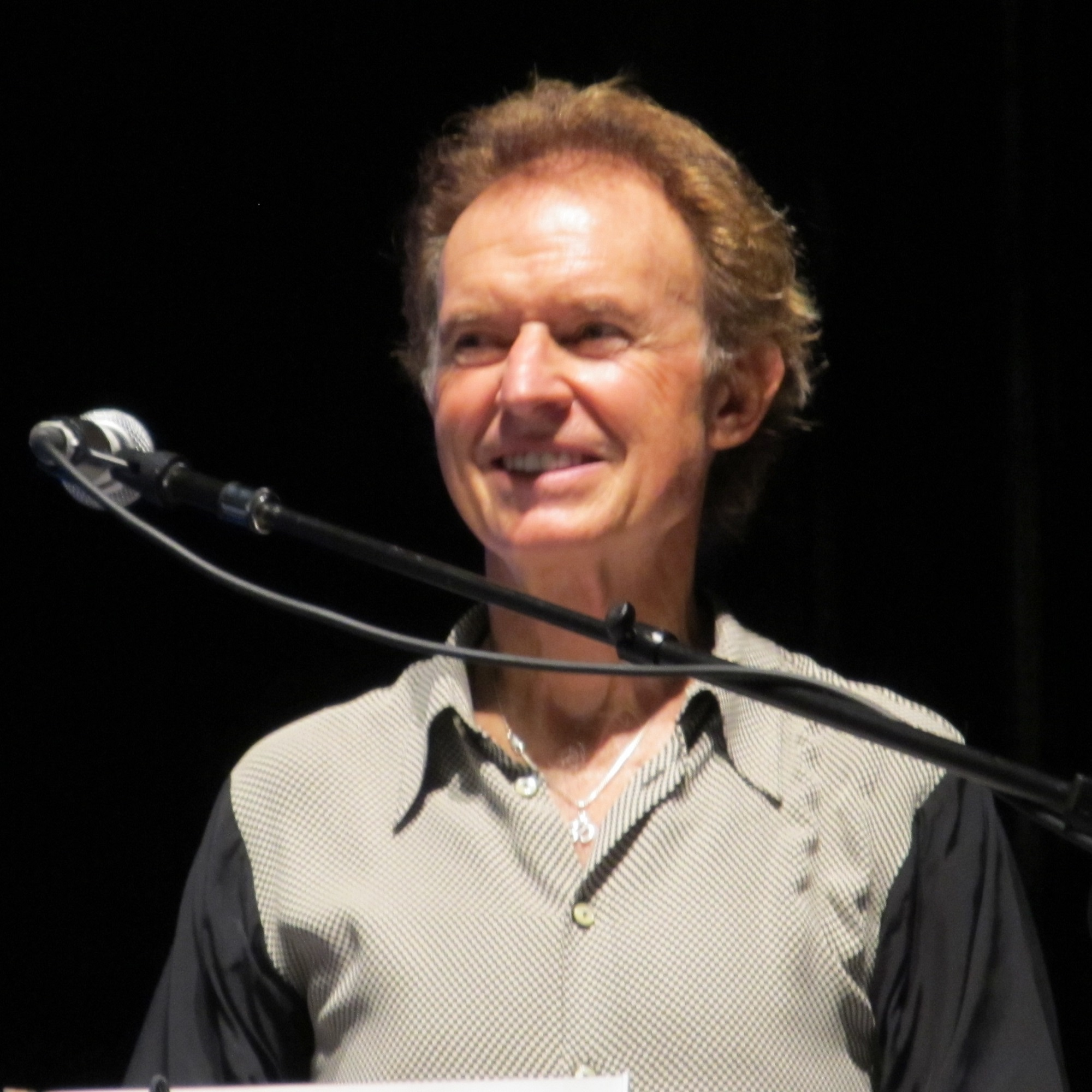
Gary Wright, interprete di un portantino vulcaniano

## Colonna sonora
La musica di scena presente ne Il duello composta da Gerald Fried e intitolata The Ritual/Ancient Battle/2nd Kroykah, diverrà la musica standard utilizzata in tutte le scene di combattimento della seconda stagione della serie classica di Star Trek.
Il brano è stato utilizzato, notevolmente riarrangiato, nella scena in cui giocano a Medieval Times nel film, diretto da Ben Stiller e interpretato da Jim Carrey del 1996, Il rompiscatole (The Cable Guy).

## Accoglienza
Nel 1996, occasione del 30º anniversario della serie classica, TV Guide ha elencato Il duello al secondo posto dei migliori 10 episodi di Star Trek. Nel 2009 Zack Handlen di The A.V. Club ha assegnato all'episodio un voto A. Nel 2012, sempre Zack Handlen di The A.V. Club, ha classificato l'episodio come uno dei dieci episodi da vedere della serie originale. Lo stesso anno, The Christian Science Monitor ha classificato l'episodio come uno dei migliori episodi di Star Trek.
Nel 2014 Gizmodo classifica Il duello come il 12° miglior episodio dell'intero franchise di Star Trek, tra gli oltre 700 realizzati fino a quel momento. Nel gennaio 2015 Graeme McMillan di Wired raccomanda di non perdersi questo episodio nella sua guida al binge-watching della serie classica. Nel febbraio dello stesso anno, Charlie Hall del sito Polygon, classifica Il duello come uno dei tre migliori episodi su Spock di Star Trek. Nello stesso periodo, Don Kaye di SyFy, classifica questo episodio come uno dei dieci episodi essenziali della serie classica di Star Trek. Contemporaneamente Nancy Aravecz della Jefferson Market Library di New York dichiara l'episodio come quello avente la seconda migliore scena di Spock nella serie.
Nel gennaio del 2016, Newsweek classifica Il duello come uno dei migliori episodi della serie classica, rilevando che contiene la miglior scena di lotta di Star Trek. Nel marzo dello stesso anno, Aaron Couch e Graeme McMillan di The Hollywood Reporter classificano l'episodio al 28º posto di tutto il franchise di Star Trek precedente a Star Trek: Discovery, compresa la serie animata, ma senza tener conto dei film. Nel settembre successivo, IGN classifica Il duello al numero 9 di una classifica dei 10 migliori episodi della serie classica. Nello stesso periodo, David Brown di Radio Times classifica il combattimento tra Kirk e Spock su Vulcano, presente in questo episodio, come il 15° miglior momento di tutto Star Trek, facendo notare che l'episodio mostra il pianeta Vulcano per la prima volta e introduce un aspetto della cultura vulcaniana, il pon farr.
Nel 2017, Elena Holodny e Andy Kiersz di Business Insider classificano Il duello come 10° miglior episodio della serie classica. Nel luglio del 2018, Paul Rowe di PopMatters classifica questo come il 10° miglior episodio della serie classica, sottolineando la battuta di Spock: "Dopo un po’, potresti scoprire che avere, dopotutto, non è una cosa tanto piacevole quanto desiderare. Non è logico, ma spesso è vero.", e facendo notare che l'episodio introduce il pianeta Vulcano, il pon farr, vari personaggi minori e quello che chiama un "emozionante combattimento di gladiatori". Nell'agosto successivo, Silas Lesnick di Collider classifica questo episodio come il secondo migliore della serie classica. Nel settembre dello stesso anno, una guida al binge-watching di Star Trek a firma di Juliette Harrisson di Den of Geek, raccomanda questo come uno dei migliori episodi della serie classica.
Nel febbraio del 2019 Eric Diaz di Nerdist include questo episodio nella sua guida al binge-watching del Meglio di Spock (in inglese Best of Spock). Nel dicembre dello stesso anno, Amanda Abere di CBR. classifica Il duello uno degli 8 episodi più memorabili della serie classica di Star Trek.

## Riconoscimenti
- Premio Hugo
  - 1968 - Candidatura alla miglior rappresentazione drammatica.[24]

## Influenze nella cultura di massa
- Il sottogenere di fiction speculativa erotica Omegaverse, che ha avuto origine tra le fanfiction slash, è stato ampiamente influenzato da questo episodio. Il sottogenere è ambientato in società dove gli esseri umani vivono secondo gerarchie di dominio che li categorizzano in "alfa" dominanti, "beta" neutrali e "omega" remissivi, determinando il modo in cui interagiscono tra loro a livello romantico, erotico e sessuale.[25][26][27]
- Il gruppo pop britannico T'Pau, formatosi nel 1986, deriva il proprio nome dalla matriarca vulcaniana T'Pau, che presiede le cerimonie sul pianeta Vulcano e che appare in questo episodio.[28]